# Willard Boyle
Willard Sterling Boyle (n. 19 august 1924, Amherst⁠(d), Nova Scotia, Canada – d. 7 mai 2011, Wallace⁠(d), Nova Scotia, Canada) a fost un fizician american de origine canadiană, cunoscut ca fiind coinventator al laserului cu rubin și al senzorului CCD, laureat al Premiului Nobel pentru Fizică din 2009, împreună cu George E. Smith, pentru  inventarea unui circuit cu semiconductori pentru imagini – senzorul CCD. Cei doi au împărțit jumătate din premiu, cealaltă jumătate fiindu-i acordată lui Charles Kao, inventatorul fibrei optice.